# Stroudia laikipia
Stroudia laikipia är en stekelart som beskrevs av Gusenleitner 2002. Stroudia laikipia ingår i släktet Stroudia och familjen Eumenidae. Inga underarter finns listade i Catalogue of Life.